# Gao Lan
Gao Lan (? - février 201), leader militaire sous Yuan Shao. Il affronta Xu Chu lors de la bataille de Guandu et avec Zhang He, ils menèrent une attaque infructueuse sur le camp de Cao Cao à cause des mauvais conseils de Guo Tu. Allant être exécuté pour cette défaite, Gao Lan tua un messager de Yuan Shao qui le somma de se rendre auprès de ce dernier et alla offrir ses services à Cao Cao avec son acolyte Zhang He. Il fut ainsi nommé adjudant-général et Seigneur de Donglai. Il participa ensuite à la stratégie des « Dix Embuscades » de Cheng Yu lors de l’offensive sur Cangting contre Yuan Shao. Peu après, en l’an 201, il alla défendre Xuchang contre Liu Bei. Il contribua à dérouter Liu Bei et tua Liu Pi, mais se fit toutefois tuer par Zhao Yun.